# North Hill (Cornouailles)
 (septembre 2023).
North Hill est une paroisse civile et un village des Cornouailles, en Angleterre.